# Marguerite Laffite
Marguerite „Margot“ Laffite (* 6. November 1980 in Paris) ist eine französische Fernsehmoderatorin und Automobilrennfahrerin. Sie ist die Tochter des ehemaligen Rennfahrers Jacques Laffite.

## Karriere als Fernsehmoderatorin
2011 moderierte sie auf Eurosport die Sendung Dimanche F1.
Mit dem Kauf der Formel-1-TV-Rechte durch den Privatsender Canal+ arbeitete sie dort bis zum Ende der Show 2016.
Seit 2018 ist sie Moderatorin bei den Formel-1-Rennen.

## Karriere als Rennfahrerin
Marguerite Laffite interessierte sich für den Motorsport Mitte der 1990er Jahre, als sie ihren Vater beim 24-Stunden-Rennen von Le Mans sah.
Anfang der 2000er Jahre begann sie mit ihrer Motorsportkarriere. 2007 und 2008 trat sie mit dem Team AutoGT Racing in der FIA-GT3-Europameisterschaft an. Dort fuhr sie und George Alexandre Sturdza einen Morgan Aero Super Sports GT3. In beiden Meisterschaften konnte sie sich nicht auf den Punkterängen platzieren.
2008, 2009 und 2012 startete sie in der Eurocup Mégane Trophy. In den ersten beiden Jahren ging sie mit dem Team Boutsen Energy Racing und 2012 mit Oregon Team an den Start.
In der Saison 2008 fuhr sie zwei Rennen im Porsche Carrera Cup Frankreich. Für das Team SEAT France ging sie 2010 in der SEAT Leon Supercopa France an den Start. Zwei Jahre später fuhr sie für das Team Peugeot Sport im Peugeot RCZ Racing Cup. 2014 startete sie in der Französischen Supertouring Meisterschaft und belegte am Ende den 18. Platz in der Gesamtwertung.
In der Saison 2018/19 fuhr sie zusammen mit Katherine Legge und Michelle Gatting einen Ligier JS P3 in der LMP3-Wertung der Asian Le Mans Series. Beim 4-Stunden-Rennen von Sepang erreichte sie den 13. Platz bzw. den achten Rang in der LMP3-Wertung.